# Aziatische kampioenschappen schaatsen 2011
De Aziatische kampioenschappen schaatsen 2011 werden op 28 en 29 december 2010 in de Heilongjiang Indoor Rink te Harbin, China gehouden.
Deze kampioenschappen bestonden uit een allround- en een afstandendeel. Het allrounddeel was de twaalfde editie van de Continentale kampioenschappen schaatsen, het Aziatisch kwalificatietoernooi voor de Wereldkampioenschappen schaatsen allround 2011. Tegelijkertijd vonden de Aziatische kampioenschappen schaatsen afstanden plaats. De 1500 meter en de lange afstanden werden maar eenmaal verreden en telden zowel als afstandskampioenschap als voor het allroundkampioenschap.
Vanaf de editie van 1999 was het aantal deelnemers aan het WK Allround door de Internationale Schaatsunie op 24 vastgesteld. De startplaatsen werden voortaan per continent verdeeld. Voor Europa was het EK Allround tevens het kwalificatietoernooi voor het WK Allround. Voor Azië en Noord-Amerika & Oceanië worden er sinds 1999 speciaal kwalificatietoernooien voor georganiseerd door de ISU. In 2011 mochten uit Azië maximaal twee mannen en drie vrouwen deelnemen aan het WK Allround. Titelhouders waren de continentale kampioenen van 2010, Lee Seung-hoon en Masako Hozumi, die hun titel in de Meiji Hokkaido-Tokachi ijshal in Obihiro wonnen. Takagi werd opgevolgd door haar ervaren landgenote Eriko Ishino, Lee volgde zichzelf op.

## Startplaatsen
Vier landen hadden het recht op meerdere startplaatsen voor deze allroundkwalificatie. Elk ander Aziatisch ISU-lid had het recht om één deelnemer in te schrijven.
|         | 4                 | 3                 | 1          |
| ------- | ----------------- | ----------------- | ---------- |
| Mannen  | Japan, Zuid-Korea | China, Kazachstan |            |
| Vrouwen | Japan, Zuid-Korea | China             | Kazachstan |

## Mannentoernooi

### Allround
Er namen negen mannen uit vier landen (China, Japan, Kazachstan en Zuid-Korea) aan deze editie deel. De Zuid-Koreaan Lee Seung-hoon won dit Continentaal kampioenschap voor de tweede keer, het was de vierde Koreaanse overwinning. Zuid-Korea en Kazachstan, dankzij de tweede plaats van Dmitri Babenko, mochten namens Azië een deelnemer naar het WK Allround afvaardigen.
| Rang   | Schaatser         | Land       | Punten     | 500m         | 5000m       | 1500m          | 10.000m      |
| ------ | ----------------- | ---------- | ---------- | ------------ | ----------- | -------------- | ------------ |
| Goud   | Lee Seung-hoon    | Zuid-Korea | 154,626 BR | 37,65 (2)    | 6.31,32 (1) | 1.50,80 (1)    | 13.38,22 (1) |
| Zilver | Dmitri Babenko    | Kazachstan | 157,506    | 37,80 (4)    | 6.51,82 (5) | 1.51,50 (2)    | 13.47,16 (2) |
| Brons  | Ko Byung-wook     | Zuid-Korea | 158,573 pr | 38,43 (8) pr | 6.41,49 (2) | 1.53,17 (4) pr | 14.05,42 (4) |
| 4      | Shouta Nakamura   | Japan      | 160,020 pr | 37,80 (4)    | 6.53,44 (6) | 1.54,57 (6)    | 14.13,72 (6) |
| 5      | Artjom Beloesov   | Kazachstan | 160,744    | 39,83 (9)    | 6.43,83 (3) | 1.55,01 (7)    | 14.03,91 (3) |
| 6      | Gao Xuefeng       | China      | 162,792    | 37,48 (1)    | 6.59,07 (7) | 1.53,33 (5)    | 15.12,29 (8) |
| 7      | Sun Longjiang     | China      | 163,132    | 37,73 (3)    | 7.00,98 (8) | 1.55,83 (8)    | 14.53,89 (7) |
| 8      | Daiki Wakabayashi | Japan      | 177,502    | 38,29 (7)    | 6.49,39 (4) | 2.46,77 (10)   | 14.13,66 (5) |
| NC9    | Jin Xin           | China      |            | 37,89 (7)    | 7.28,45 (9) | 1.56,56 (9)    |              |

### Afstanden
| Afstand | Goud           | Zilver              | Brons           |
| ------- | -------------- | ------------------- | --------------- |
| 2×500m  | Choi Jin-yong  | Aleksej Bondartsjuk | Guo Qiang       |
| 1000m   | Kim Yeong-ho   | Aleksej Bondartsjuk | Choi Jin-yong   |
| 1500m   | Lee Seung-hoon | Dmitri Babenko      | Aleksej Zjigin  |
| 5000m   | Lee Seung-hoon | Ko Byung-wook       | Artjom Beloesov |
| 10000m  | Lee Seung-hoon | Dmitri Babenko      | Artjom Beloesov |

## Vrouwentoernooi

### Allround
Er namen acht vrouwen uit drie landen (China, Japanen Zuid-Korea) aan deze editie deel. Uit Kazachstan nam dit jaar geen vrouw deel. De Japanse Eriko Ishino werd de winnares van dit Continentaal kampioenschap, het was de tiende Japanse overwinning. De drie WK startplaatsen gingen dit jaar naar Japan.
| Rang   | Schaatsster   | Land       | Punten  | 500m      | 3000m          | 1500m       | 5000m          |
| ------ | ------------- | ---------- | ------- | --------- | -------------- | ----------- | -------------- |
| Goud   | Eriko Ishino  | Japan      | 169,524 | 41,96 (6) | 4.17,64 (2)    | 2.02,92 (1) | 7.16,51 (2)    |
| Zilver | Masako Hozumi | Japan      | 169,688 | 42,29 (7) | 4.15,42 (1) BR | 2.03,59 (2) | 7.16,32 (1) BR |
| Brons  | Ayaka Kikuchi | Japan      | 172,693 | 41,15 (2) | 4.22,34 (3)    | 2.06,39 (5) | 7.36,90 (3)    |
| 4      | Ji Jia        | China      | 173,238 | 41,29 (3) | 4.25,39 (4)    | 2.05,73 (4) | 7.38,07 (4)    |
| 5      | Dong Feifei   | China      | 174,471 | 40,93 (1) | 4.28,79 (7)    | 2.05,68 (3) | 7.48,50 (6)    |
| 6      | Fu Chunyun    | China      | 190,483 | 41,70 (5) | 5.54,21 (8)    | 2.08,92 (7) | 7.47,75 (5)    |
| NC7    | Lee Ju-youn   | Zuid-Korea |         | 41,54 (4) | 4.27,12 (6)    | 2.06,81 (6) |                |
| NC8    | Park Do-yeong | Zuid-Korea |         | 42,47 (8) | 4.26,54 (5)    | 2.11,80 (8) |                |

### Afstanden
| Afstand | Goud          | Zilver        | Brons         |
| ------- | ------------- | ------------- | ------------- |
| 2×500m  | Yu Jing       | Qi Shuai      | Zhang Hong    |
| 1000m   | Yu Jing       | Kim Hyun-yung | Zhang Hong    |
| 1500m   | Eriko Ishino  | Masako Hozumi | Dong Feifei   |
| 3000m   | Masako Hozumi | Eriko Ishino  | Ayaka Kikuchi |
| 5000m   | Masako Hozumi | Eriko Ishino  | Ayaka Kikuchi |